# HED隕石

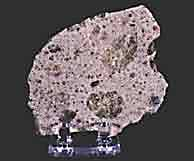
詹斯鎮的古銅無球隕石

HED 隕石是三種無球粒隕石的總稱，它們分別是：
- 古銅鈣無粒隕石（Howardites）
- 鈣長輝長無粒隕石（Eucrites）
- 古銅無球隕石（Diogenites）

它們都被認為是來自小行星灶神星的地殼，期間的差異只在於來自不同地質歷史的母岩石。由放射線同位素測定這些隕石結晶體的年齡都在44.3和45.5億年之間。
在比較上，它們是非常普通的類型，佔所有發現隕石的5%，並佔無粒隕石的60%。
她們可能是經由如下的途徑由灶神星來到地球 ：
1. 灶神星被撞擊拋射出碎片，產生直徑10公里或更小的V-型小行星碎片。無論拋出的是大的小行星，或成為小的碎片，其中一些小的小行星組成了灶神星族，其他的則進一步的散射至各處。 這些事件被認為發生至今不超過10億年，其中有一次巨大的撞擊，在南半球的巨大隕石坑是這個撞擊點位置的最佳證據。而且需要多次的撞擊，拋射出的岩石才能達到我們已知的V-型小行星數量。
2. 有些小行星的碎片經歷漫長的旅程進入3：1的柯克伍德空隙。由於木星強大的攝動，這是一個不穩定的區間，在這兒的小行星大約經過100萬年的時間就會被拋出，遠離到不同的軌道上。有些受到攝動後進入到接近地球的軌道，形成小的V-型近地小行星，例如（3551） Verenia、（3908） Nyx、和（4055）麥哲倫。
3. 然後發生在這些接近地球天體上的較小型撞擊，將她們擊碎成隕石體大小的石塊，其中一些在稍後抵達地球。根據宇宙射線暴露的測量，認為多數的HED隕石來自幾次不同型態的撞擊事件，並且在太空中經歷600～7,300萬年的時間才撞擊到地球。